# Öjån

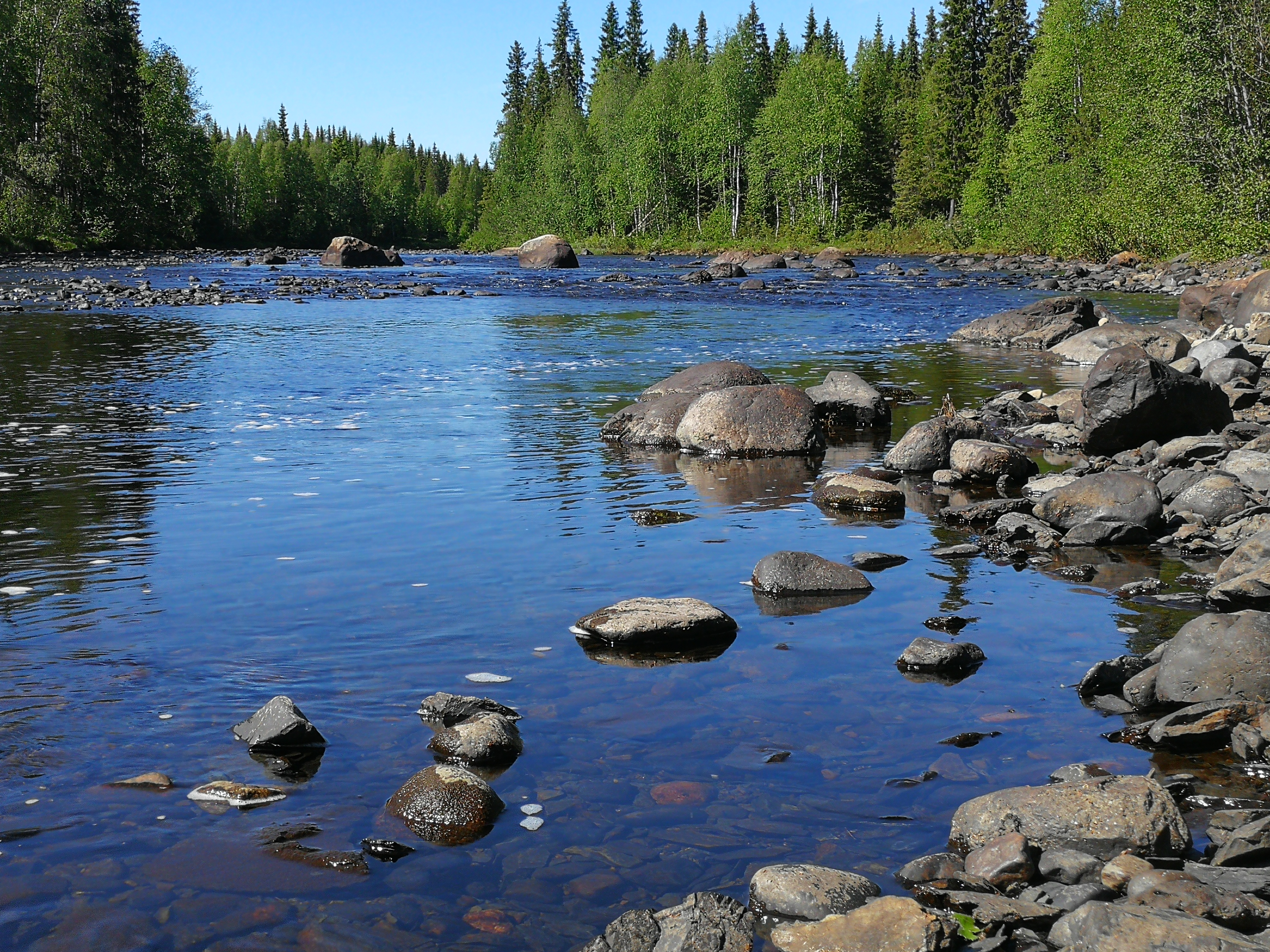
Öjån.

Öjån i Jämtland är en å som sträcker sig från Öjarssjön till Edessjön vid Hammerdal. Öjån utgör en del av gränsen mellan Krokoms och Strömsunds kommun. 

## Fiske
På Strömsunds kommuns hemsida rekommenderas flugfiske i Öjån. Vanligaste fisken i ån är abborre, men det finns även sparsamt med mört, öring, röding, lake och harr.